# Rothesay (New Brunswick)
Rothesay [ˈrɒ.seɪ] (oder [ˈrɒθseɪ]) ist eine kanadische Kleinstadt in der Provinz New Brunswick im Kings County.

## Allgemeines
Die Stadt hat 11.659 Einwohner (Stand: 2016) und liegt an der Mündung des Kennebecasis River in die Kennebecasis Bay.
Rothesay ist Vorort von Saint John und wurde nach der gleichnamigen Stadt Rothesay in Schottland benannt.

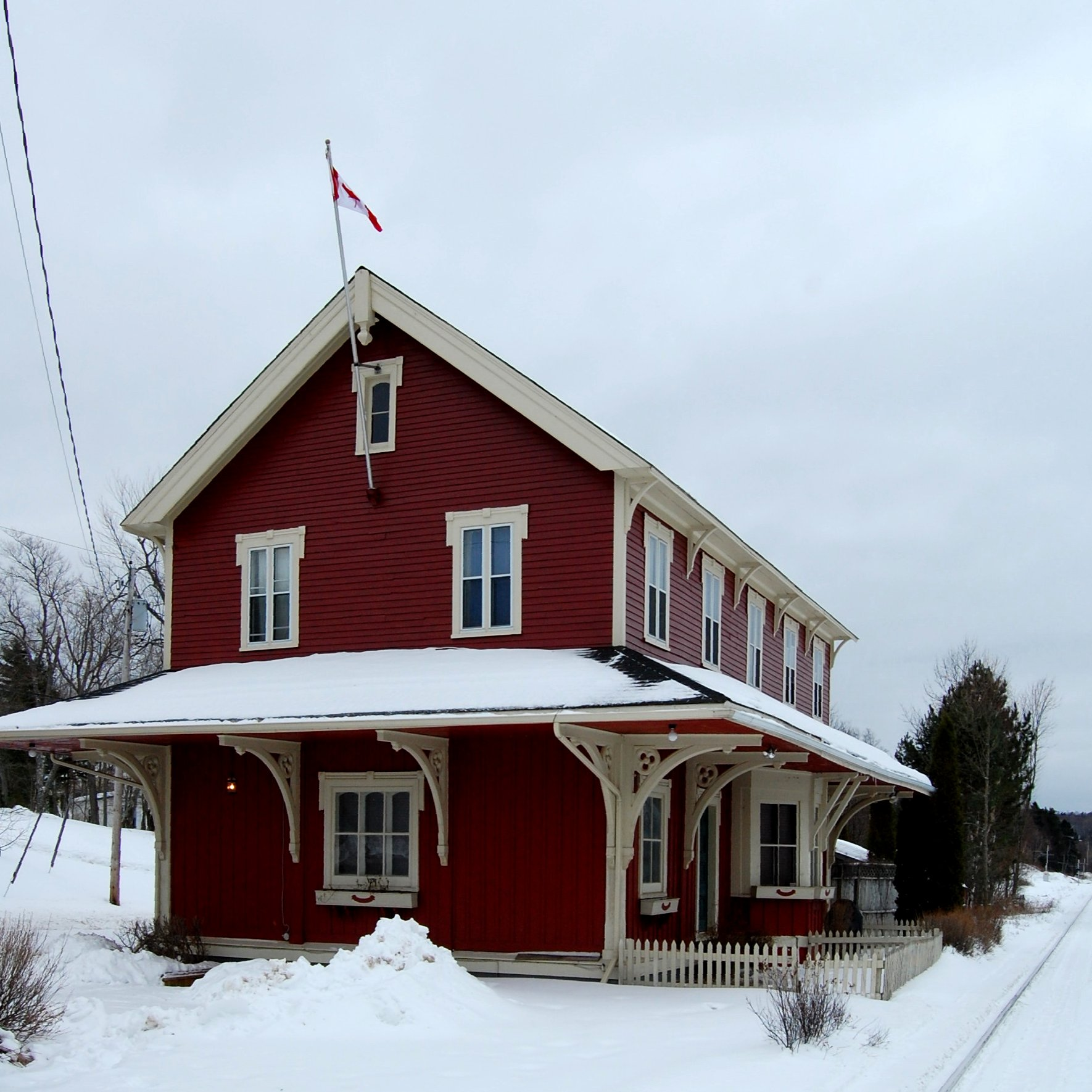

Zur Stadt gehören:
- Renforth
- East Riverside-Kingshurst
- Fairvale
- Wells